# Лавровка (река)
Лавро́вка — река в Богородском городском округе Московской области России, левый приток Клязьмы.
Берёт начало южнее Черноголовки, впадает в Клязьму в черте Ногинска. Длина реки составляет 12 км. Наибольшая ширина русла 1,5—2 метра. Наибольшая глубина 0,85 м, преобладающая — 0,55 м. Мелиоративными работами значительная часть русла спрямлена. Берега глинистые, местами песчаные, покрыты кустарником ивы и ольхи. В среднем течении есть заболоченные участки.
Водная растительность у воды скудная: осоки, тростник, рогоз. В черте Ногинска русло заросшее. Ихтиофауна представлена плотвой, окунем, вьюном, ротаном, пескарём. Из Клязьмы на нерест в верховья реки ранее заходила щука. В черте города на запрудах в Октябрьском микрорайоне обитают утки.
В исторических источниках от 1855 года река упоминается как ручей Шаворна, когда она текла по глухим еловым лесам, и была труднодоступна. До 1983 года, когда нижняя часть русла была отсыпана, впадала в Черноголовку, теперь это прямой приток Клязьмы.
По данным Государственного водного реестра России, относится к Окскому бассейновому округу. Речной бассейн — Ока, речной подбассейн — притоки Оки от Мокши до впадения в Волгу, водохозяйственный участок — Клязьма от города Ногинска до города Орехово-Зуево.